# Reducin
Reducin – wieś sołecka w Polsce, położona w województwie mazowieckim, w powiecie garwolińskim, w gminie Górzno.
| SIMC    | Nazwa     | Rodzaj    |
| ------- | --------- | --------- |
| 0671881 | Ostrogi   | część wsi |
| 0671898 | Pastwiska | część wsi |
| 0671906 | Skorupka  | część wsi |
| 0671912 | Śliwnia   | część wsi |

W latach 1975–1998 miejscowość administracyjnie należała do województwa siedleckiego.
Wierni Kościoła rzymskokatolickiego należą do parafii św. Jana Chrzciciela w Górznie.